# Le Quesnoy
Le Quesnoy är en kommun i departementet Nord i regionen Hauts-de-France i norra Frankrike. Kommunen är chef-lieu över 2 kantoner som tillhör arrondissementet Avesnes-sur-Helpe. År 2022 hade Le Quesnoy 4 859 invånare.

## Befolkningsutveckling
Antalet invånare i kommunen Le Quesnoy
| Referens: INSEE |